# Hôtel de la Banque de France de Fontainebleau
L'hôtel de la Banque de France, anciennement maison Rouge et de nos jours aussi appelé villa de France, est un édifice situé à Fontainebleau, en France.

## Situation et accès
Le bâtiment est situé au no 192 de la rue Grande, au nord du centre-ville de Fontainebleau, et plus largement au sud-ouest du département de Seine-et-Marne.

## Histoire

### Maison Rouge
Une villa s'élève à cet emplacement, surnommée la « maison Rouge » à la fin du XIXe siècle par un locataire de Mme Constant, Albert Gillou,. Il y habite pendant plusieurs années avec son épouse, et ensemble ils y donnent plusieurs fêtes mondaines,. De 1900 à 1902, Alfred Macherez, sénateur de l'Aisne, y habite avec son gendre, lieutenant au 46e régiment d'infanterie.

### Création d'un bureau de la Banque de France
Au début de janvier 1910, le conseil général de la Banque de France décide la création d'un nouveau bureau auxiliaire à Fontainebleau. L'institution rachète ainsi, vers le début de février, la Maison rouge, alors propriété de l'avocat-avoué Maxime Chambeau,. Enfin, au début de mai, le gouverneur de la Banque de France, Georges Pallain, fixe son ouverture au 23 du même mois,,,.

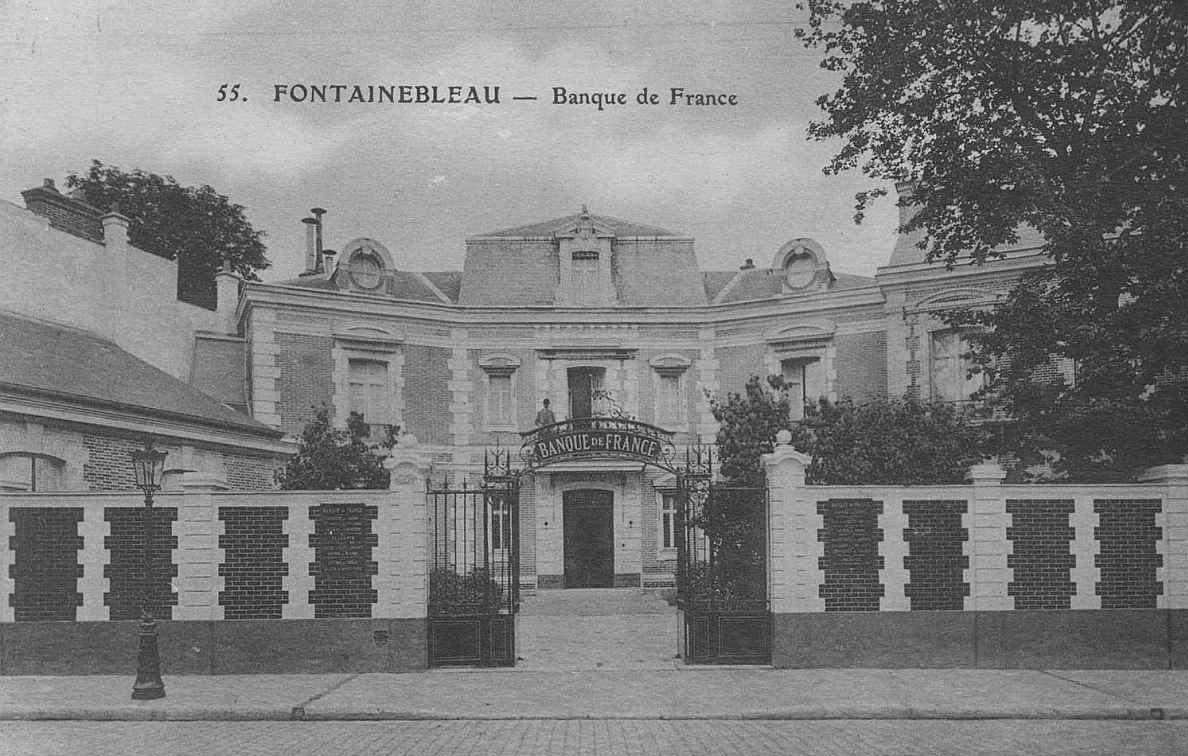
Façade de l'édifice depuis la rue Grande dans la première moitié du XXe siècle.

### Transformations

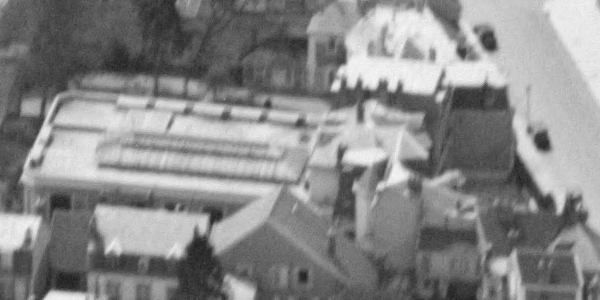
Vue aérienne des toitures de l'édifice, en avril 1935.

Le bâtiment est agrandi dans la première moitié du XXe siècle avec la participation des entrepreneurs dénommés Canal et Schulh pour la maçonnerie. Côté institutionnel, le conseil municipal, lors de sa séance du 22 février 1924, émet le vœu que le bureau soit transformé en succursale.

### Fermeture de la succursale
Au début des années 2000, la Banque de France souhaite effectuer des économies et ainsi on fait paraître le 7 février 2003 des rapports préconisant la suppression de 149 succursales dans toute la France en l'espace de trois ans, dans un vaste programme de restructuration. Celle de Fontainebleau, qui gère 330 comptes avec une vingtaine d'agents, est comprise dans cette liste et elle est par conséquent menacée de fermeture, ce qui se produit effectivement en 2004,. Dans le département, celle de Coulommiers subit le même sort, puis celle de Meaux également. Tandis que les collectivités locales sont prioritaires pour un rachat du bâtiment, la Ville de Fontainebleau s'oppose à préempter les locaux arguant un coût trop élevé auquel il faut ajouter des problèmes de stationnement (interrogé par Le Parisien, Jean Moalic, adjoint au maire chargé des finances, énonce : « De mémoire, je crois qu'ils demandaient environ 1,68 million d'euros ! »). La communauté de communes du pays de Fontainebleau, quant à elle, ne montre pas d'intérêt.

### Rachat
Après que le rachat proposé par les Domaines à la Municipalité n'aboutit pas, la transaction est finalement effectuée en juin 2006 par le Groupe Carlyle pour 2 400 000 euros. Le bâtiment est par la suite racheté par un chirurgien-dentiste, qui le découpe en six lots pour du locatif,.

## Structure
Sur la rue, l'ensemble s'étend sur environ 35 mètres de longueur et son prolongement est légèrement désaxé par rapport à la perpendiculaire à la rue.

## Statut juridique
Le bâtiment est officiellement enregistré comme établissement recevant du public de catégorie 5 et de type U.